# Ourthe

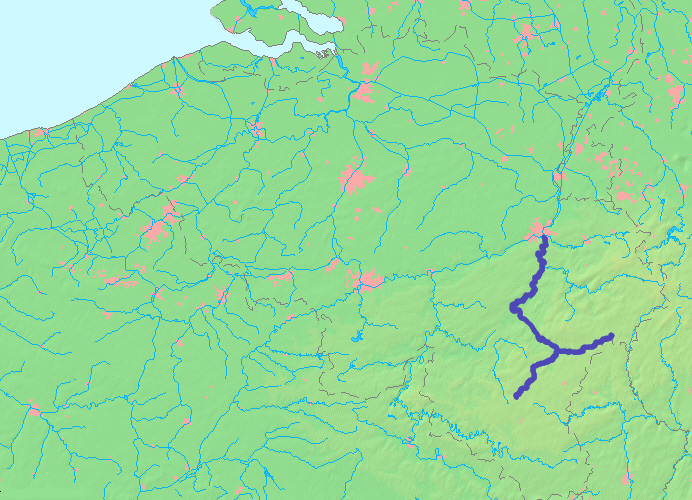
Carta dei corsi d'acqua della regione, con evidenziato il corso dell'Ourthe

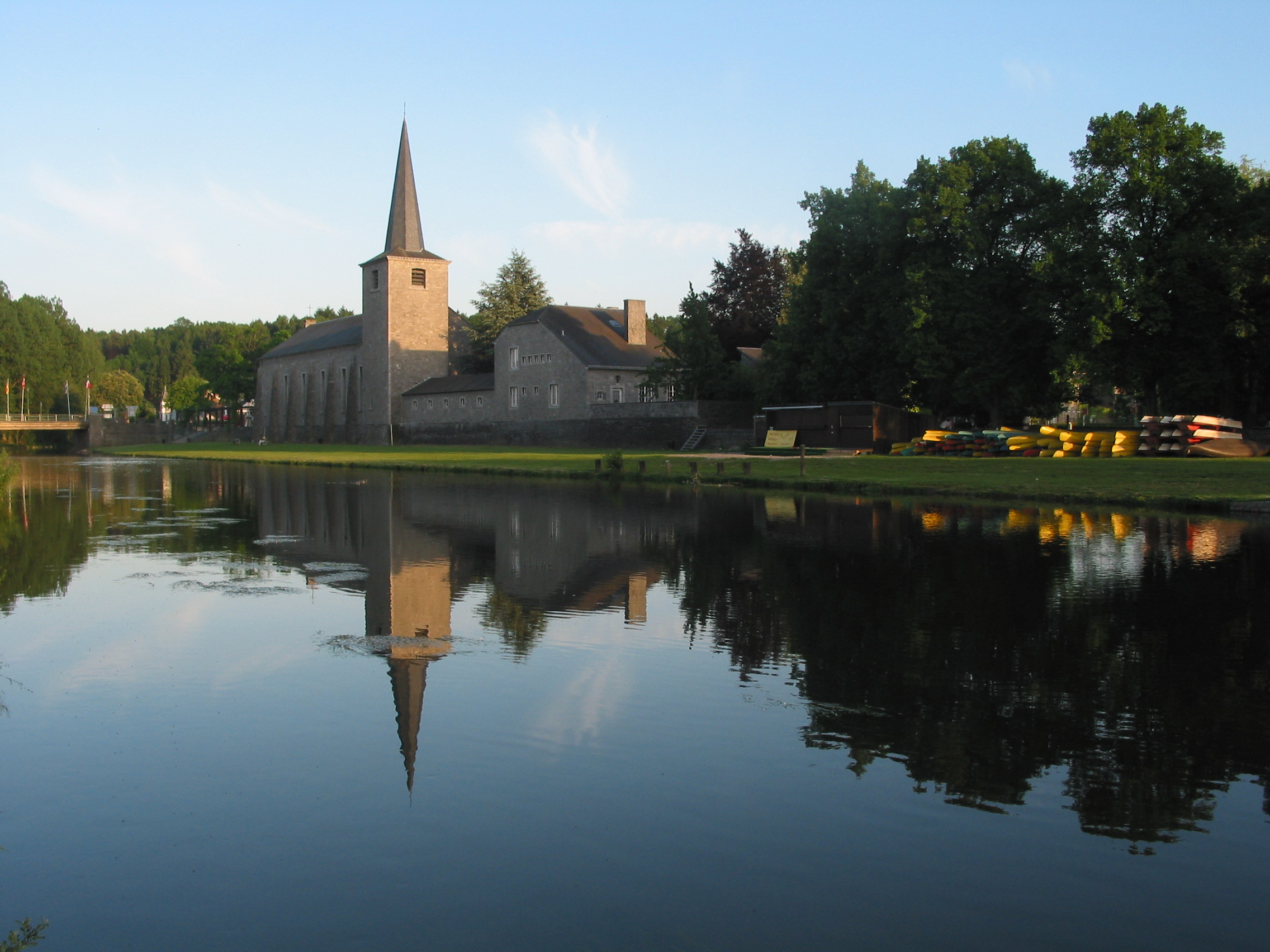
La Ourthe a Hotton

L'Ourthe è un fiume del Belgio che scorre nella parte orientale delle Ardenne.
Origina nella provincia belga del Lussemburgo dalla confluenza dell'Ourthe occidentale (che nasce nei pressi di Ourt nel comune di Libramont-Chevigny), e dell'Ourthe orientale (che sgorga nei pressi del villaggio di Ourthe nel comune di Gouvy). I due fiumi confluiscono al confine fra i comuni di La Roche-en-Ardenne e Houffalize nella località di Engreux.
L'Ourthe è affluente di destra della  Mosa nella quale confluisce a Liegi. 

## Geografia
Dopo aver attraversato Houffalize, l'Ourthe orientale si unisce a sinistra con la sua omonima occidentale ai piedi del villaggio di Engreux. È regolata dallo sbarramento del Lac de Nisramont.
Si distinguono generalmente due parti nel corso comune: la Haute-Ourthe fino a La Roche-en-Ardenne, e da qui in poi la Basse-Ourthe che confluisce nella Mosa a Liegi. La Basse-Ourthe, talvolta chiamata Ourthe Moyenne, bagna Hotton, Durbuy, quindi, nella provincia di Liegi, Hamoir ed Esneux.
I principali affluenti dell'Ourthe sono l'Aisne (Bomal), la Lembrée (a Logne), il Néblon (a Hamoir), l'Amblève (Rivage) e la Vesdre (a Chênée – località di Liegi).

## Storia
Il nome Urta compare per la prima volta in epoca gallo-romana.
Il nome del fiume, dal 1795 al 1815, è stato anche lo stesso del dipartimento, l'Ourte, ma scritto senza la h.
All'inizio del XIX secolo l'Ourthe fu teatro di un progetto industriale di portata straordinaria per l'epoca: il canale Mosa-Mosella. L'impresa, lanciata nel 1827, fu gravata da problemi finanziari; l'incertezza legata all'avvenire geopolitico della regione e l'invenzione della ferrovia minarono il progetto. La riconosciuta indipendenza del Lussemburgo, nel 1839, provocò l'arresto definitivo del progetto.
Importanti sezioni del canale sono ancora visibili fra Liegi e Comblain-au-Pont. A Bernistap (Tavigny – comune di Houffalize), alla frontiera belga-lussemburghese, un tunnel di circa 2,5 chilometri è tuttora visibile. Tale opera è il punto più alto del percorso, unione fra il bacino idrografico della Mosa e quello del Reno.

## Idrologia
La portata media osservata ad Angleur (Liegi) fra 1995 e 2004 è stata di 55,2 m³ al secondo, con una portata massima media annuale di 73,0 m³ nel 2002, e una portata minima media annuale di 30,2 nel 1996.